# 松本新吉
松本 新吉（まつもと しんきち、1865年 - 1941年5月3日）は、日本のピアノ調律師で楽器製造者である。

## 人物・来歴
1865年（慶応元年）上総国周淮郡常代村（現・千葉県君津市常代）で生まれる。1887年（明治20年）に横浜へ移住すると、叔父西川虎吉に弟子入りして、西川風琴製造所に勤務するが、数年で解雇される。この解雇は叔父が1894年（明治27年）1月発刊の音楽専門誌『音楽雑誌』の裏表紙広告に逸話として使った。
2年後の1895年（明治28年）には起業して東京新湊町でオルガン製造を始めると、翌1896年（明治29年）に「ピアノ調律師 松本新吉『風琴製造と販売』」の広告を出す。
1900年（明治33年）に単身で渡米すると、半年ほどニューヨークのブラッドベリー・ピアノ工場で研修生を務める。この工場のマネージャーは松本を「規律正しく、熱心でしかも忍耐強い人物」であると褒め称えている。1902年（明治35年）、「松本ピアノ及オルガン製造所」に社名を改め、ベビーピアノの製造を開始すると、創業翌年の1903年（明治36年）に出品した第5回内国勧業博覧会でベビーピアノが2等賞を受賞する。松本楽器合資会社を1904年（明治37年）に設立し、東京の月島に「松本ピアノ・オルガン製造所」建設（1907年（明治40年））、銀座4丁目に「松本楽器販売店」を設立する。
ところが2年後の1909年（明治42年）に株式を山野政太郎ほかに譲渡すると、1914年（大正3年）には松本楽器合資会社を解散し、同年、京橋柳橋に新たな松本楽器店を設立した。
松本ピアノ製造株式会社を1923年（大正12年）に起こすが、半年後に発生した関東大震災により工場を焼失する。同社は翌年に解散し、工場を個人経営に切り替え長男の松本広が「松本ピアノ」の名義を継承する。新吉は故郷の千葉へ移り住んで隠居する。
1941年（昭和16年）、松本新吉は死去、77歳であった。
2017年には君津市主催コンサートで松本ピアノが演奏された（八重原公民館開館20周年記念）。

## 松本ピアノ
松本家一族による「松本ピアノ」は3つのブランドがある。
- S. MATSUMOTO：創業者松本新吉によるブランド
- H. MATSUMOTO：長男の松本広によるブランド
- MATSUMOTO & SONS：千葉の工場で六男の松本新治とその家族が引き継いだブランド。

## 文化資産「松本ピアノ」
学校に納められた松本製のピアノは、文化資産として大切にされている。